# Jane Elliot
Jane Elliot, född 17 januari 1947 i New York, är en amerikansk skådespelare. Elliot är känd för sin roll som Tracy Quartermaine, som hon har spelat i General Hospital (1978–1980, 1989–1993, 1996, 2003–) och i The City (1996–1997).

## Fotnoter
1. ↑  Internet Movie Database, IMDb-ID: nm0254243co0047972, läst: 10 januari 2016.[källa från Wikidata]
2. ↑  Internet Broadway Database, Internet Broadway Database person-ID: 102941, läst: 9 oktober 2017.[källa från Wikidata]
3. ↑  Deutsche Synchronkartei, Deutsche Synchronkartei skådespelar-ID: 21647, läst: 4 april 2022.[källa från Wikidata]